# Rhaphuma ilsae
Rhaphuma ilsae är en skalbaggsart som beskrevs av Holzschuh 1983. Rhaphuma ilsae ingår i släktet Rhaphuma och familjen långhorningar.
Artens utbredningsområde är Nepal. Inga underarter finns listade i Catalogue of Life.